# Jerzy Danielewicz (filolog)
Jerzy Kazimierz Danielewicz (ur. 1 kwietnia 1942 w Pobiedziskach) – polski filolog klasyczny, literaturoznawca-hellenista, tłumacz poezji i prozy greckiej oraz poezji łacińskiej i niemieckiej, prof. dr hab. o specjalności filologia klasyczna, hellenistyka. Poeta doctus.

## Życiorys
W 1959 roku zdał maturę w liceum ogólnokształcącym w Wolsztynie. W 1964 roku otrzymał tytuł magistra z zakresu filologii klasycznej na Uniwersytecie im. Adama Mickiewicza w Poznaniu (opiekun: prof. dr hab. Michał Swoboda). Od roku 1969 doktor nauk humanistycznych na podstawie rozprawy Technika opisów w „Metamorfozach” Owidiusza (UAM, promotor: prof. dr hab. Michał Swoboda). W 1976 roku przeprowadził habilitację na podstawie rozprawy Morfologia hymnu antycznego (UAM). W latach 1985–1988 był dziekanem Wydziału Filologicznego, a w latach 1987–2012 kierownikiem Zakładu Hellenistyki w Instytucie Filologii Klasycznej UAM. W 1986 uzyskał tytuł profesora nauk humanistycznych. Od 1995 roku jest profesorem zwyczajnym Instytutu Filologii Klasycznej Uniwersytetu im. Adama Mickiewicza w Poznaniu. Laureat licznych stypendiów oraz nagród krajowych i zagranicznych. Promotor i recenzent prac doktorskich i habilitacyjnych. Autor wielu książek i artykułów naukowych.

## Członkostwo w stowarzyszeniach i organizacjach
Od 1964 roku członek Polskiego Towarzystwa Filologicznego. Były członek Zarządu Głównego Polskiego Towarzystwa Filologicznego. Od 2003 członek korespondent, a od 2010 członek czynny Polskiej Akademii Umiejętności. Członek (od 1978), wiceprzewodniczący (2000–2003), przewodniczący (2003–2011) oraz honorowy przewodniczący (od 2012) Komitetu Nauk o Kulturze Antycznej Polskiej Akademii Nauk. Od 2008 roku członek Network for the Studies of Archaic and Classical Greek Song, the Radbout University Nijmegen, Netherlands, oraz członek Koinonema, Międzynarodowego Ośrodka Studiów Helleńskich. Były współredaktor czasopisma Eos. Od 2012 roku członek Komitetu Redakcyjnego czasopisma Meander.
Jako Gastprofessor i visiting scholar wygłaszał wykłady w Niemczech, Wielkiej Brytanii, Francji, Włoszech, Węgrzech i Rumunii.

## Zainteresowania naukowe
- Liryka grecka okresu archaicznego i klasycznego (zwłaszcza melika)
- Komedia grecka
- Poezja aleksandryjska
- Epigramaty i hymny greckie
- Metryka grecka i łacińska
- Grecka proza encyklopedyczna okresu cesarstwa

## Nagrody i wyróżnienia
- 1980 – wybrany wiceprezydentem OVIDIANUM, Rumunia
- 1983, 1987 – Senior Visiting Scholar, University of Oxford, Wielka Brytania
- 1986–1990 – członek brytyjsko-polskiej komisji kwalifikującej młodych naukowców polskich na roczne studia podyplomowe w Oksfordzie
- 1989 – Gastprofessor, Christian-Albrechts-Universität zu Kiel, Niemcy
- 2000 – nominacja do nagrody im. Jana Długosza (z prof. dr hab. Krystyną Bartol) za książkę Liryka grecka. Wybór tekstów i komentarz)
- 2003 – laureat The Griffith Fund, Jesus College, Oxford
- 2005 – Srebrny Medal „Zasłużony Kulturze Gloria Artis”
- 1972, 1982, 1985, 2006, 2011 – nagrody naukowe ministra Nauki i Szkolnictwa Wyższego

## Wybrane publikacje

### Książki
- Technika opisów w „Metamorfozach” Owidiusza, Poznań 1971
- Morfologia hymnu antycznego. Na materiale greckich zbiorów hymnicznych, Poznań 1976
- Modlitwa i hymn w poezji rzymskiej, Poznań 1981 (wraz z Michałem Swobodą)
- Liryka starożytnej Grecji, Wrocław 1984, 1987, 2006 (wraz z Włodzimierzem Appelem i Alicją Szastyńską-Siemion; wydanie nowe, przejrzane i rozszerzone: Warszawa-Poznań 1996 i 2001)
- Anakreont i anakreontyki, Warszawa 1987 (wraz z Alicją Szastyńską-Siemion)
- Alkajos i Safona, Warszawa 1989
- Miary wierszowe greckiej liryki. Problemy opisu i interpretacji, Poznań 1994 (wersja angielska: The Metres of Greek Lyric Poetry. Problems of Notation and Interpretation, Bochum 1996)
- Liryka grecka, vol. 2: Melika, Warszawa-Poznań 1999
- Starożytna Grecja. Liryki najpiękniejsze, Toruń 2000 (wraz z Janiną Brzostowską i Zygmuntem Kubiakiem)
- Posejdippos. Epigramy, Warszawa 2004
- Atenajos. Uczta mędrców, Poznań 2010 (wraz z Krystyną Bartol)
- Komedia grecka od Epicharma do Menandra. Wybór fragmentów, Warszawa 2011 (wraz z Krystyną Bartol)

### Rozdziały i artykuły w pracach zbiorowych, hasła w encyklopediach
- Relacja: autor-podmiot literacki w liryce greckiej, w: Autor - Podmiot literacki - Bohater, studia pod red. A. Martuszewskiej i J. Sławińskiego, Wrocław 1983, 129-142
- Love with Doris: A Medical Explanation? (On Dioscorides A.P. V 55. 7-8), w: J. Ebert, H.-D. Zimmermann (edd.), Innere und äußere Integration der Altertumswissenschaften, Halle (Saale) 1989, 233-236
- Eumelos, w: Vetustatis amore et studio. Księga pamiątkowa ofiarowana Profesorowi Kazimierzowi Limanowi, red. I. Lewandowski, A. Wójcik, Poznań 1995, 109-111
- Kolory morza w liryce greckiej, w: Morze w kulturze starożytnych Greków i Rzymian, red. J. Rostropowicz, Opole 1995, 69-80
- Grecki epigram żałobny, w: Pochwała historii powszechnej. Księga pamiątkowa ofiarowana Prof. A.Bartnickiemu, Warszawa 1996, 47-57
- Tyrtajos, w: Litteris vivere. Księga pamiątkowa ofiarowana Prof. A. Wójcikowi, Poznań 1996, 23-29
- Natura [w poezji Horacego], w: Enciclopedia Oraziana, Vol. 2, Roma 1997, 586-589
- Sporne problemy w interpretacji pieśni Anakreonta, w: Studia nad kulturą antyczną, red. J. Rostropowicz, Opole 1997, 19-29
- Sarbiewski, w: Enciclopedia Oraziana, Vol. 3, Roma 1998, 468
- Polonia [= Horacy w Polsce], w: Enciclopedia Oraziana, Vol. 3, Roma 1998, 584-586
- Metatext and its Functions in Greek Lyric, w: S. J. Harrison (ed.), Texts, Ideas, and the Classics. Scholarship, Theory, and Classical Literature, Oxford 2001, 46-61
- Temat wolności w liryce greckiej, w: Freedom and Democracy in Greek Literature, red. J. Korpanty, J. Styka, Kraków 2001, 73-85
- Wstęp do wydania polskiego, w: Martin L. West, Wprowadzenie do metryki greckiej, przełożył J. Partyka, tłumaczenie przejrzał i poprzedził wstępem J. Danielewicz, Kraków 2003, 7-11
- Prosimetrum greckie i jego realizacja w Uczcie mędrców Atenajosa, w: Sapere aude. Księga pamiątkowa ofiarowana Profesorowi dr. hab. Marianowi Szarmachowi z okazji 65 rocznicy urodzin, red. I. Mikołajczyk, Toruń 2004, 107-116
- Z warsztatu komediopisarzy: katalog potraw u Anaksandridesa, w: Thaleia. Humor w antyku. Księga pamiątkowa Janinie Ławińskiej-Tyszkowskiej w siedemdziesiątą rocznicę urodzin przez przyjaciół, kolegów i uczniów ofiarowana, red. G. Malinowski, Wrocław 2004, 58-64 (Classica Wratislaviensia 24)
- Echa Safony w epigramach Posejdipposa, w: Euterpe, Terpsichore, Erato. Liryka grecka i jej recepcja. Księga pamiątkowa Alicji Szastyńskiej-Siemion w siedemdziesiątą rocznicę urodzin przez przyjaciół, kolegów, uczniów ofiarowana, red. M. Wróbel, Wrocław 2005, 42-48 (Classica Wratislaviensia 26)
- Literatura Grecji starożytnej, red. H. Podbielski, Lublin 2005 (autor 9 rozdziałów)
- The Tetrax in Athenaeus’ Deipnosophistae or Logodeipnon in Action, w: Birthday Beasts’ Book. Where Human Roads Cross Animal Trails. Cultural Studies in Honour of Jerzy Axer, red. K. Marciniak, Warszawa 2011, 61-66
- Epicharmowa techne rhetorike w: Starożytny dramat. Teoria – Praktyka – Recepcja. Księga pamiątkowa ku czci Profesorów Roberta R. Chodkowskiego i Henryka Podbielskiego, red. K. Narecki, Lublin 2011, 45-56
- A Palindrome, an Acrostich and a Riddle: Three Solutions, w: J. Kwapisz, D. Petrain, M. Szymański (edd.), The Muse at Play. Riddles and Wordplay in Greek and Latin Poetry, Berlin-Boston 2013, 320-334

### Artykuły naukowe
- Kilka uwag na temat izometryczności przekładów poezji antycznej, Meander 18, 1963, 365-368
- Hymni Homerici minores quanam arte conscripti sint, Symbolae Philologorum Posnaniensium 1, 1973, 7-17
- Arystotelesowskie składniki tragedii a projekt wykonawcy w dramacie greckim, Teksty 3 (39), 1978, 93-105
- Anacreontics as a Literary Genre, Acta Classica Universitatis Scientiarum Debreceniensis 22, 1986, 41-51
- Deixis in Greek Choral Lyric, Quaderni Urbinati di Cultura Classica n.s. 34, 1990, 7-17
- Towards an Understanding of the Chorus: Homer on Early Forms of Lyric Poetry, Eos 78, 1990, 55-62
- Erotyka w jambie greckim epoki archaicznej, Classica Wratislaviensia 13, 1990, 13-22
- L'inno nella lirica romana fino all'eta di Augusto: dal culto alla letteratura, A.I.O.N. 13, 1991, 279-289
- Monodia – liryka chóralna: współczesne dyskusje na temat podziału liryki greckiej, Symbolae Philologorum Posnaniensium 10, 1994, 3-11
- Nowo odkryte elegie Simonidesa, Meander 49, 1994, 211-218
- Biesiadne inicjacje. Rozważania o greckim sympozjonie, Konteksty 55 nr 1-4, 2001, 56-62 (przedruk w: D. Kosiński (red.), Misteria, inicjacje, Kraków 2001, 23-34)
- Posidippus Epigr. 52 Austin-Bastianini (P. Mil. Vogl. VIII 309, col. VIII 25-30), Zeitschrift für Papyrologie und Epigraphik 151, 2005, 30-32
- Further Hellenistic Acrostics: Aratus and Others, Mnemosyne 58, 2005, 321-334
- On lines 8 and 12 of the New Sappho (P. Köln 21351 + 21376), Eos 92, 2005, 133-136
- Nowo odkryte teksty Safony i Archilocha, w: Sprawozdania z czynności i posiedzeń Polskiej Akademii Umiejętności, vol. 70, 2006 (Nowo odczytane teksty Safony i Archilocha, Meander 60, 2005, 135-149)
- Bacchylides fr. 20A, 12 S.-M. and Sappho, P. Köln fr. I-II, 12, Zeitschrift für Papyrologie und Epigraphik 155, 2006, 19-21
- Opisy posągów (Andriantopoiika) w nowo odkrytych epigramach Posejdipposa, Roczniki Humanistyczne 54-55, zeszyt 3, 2006-2007, 119-129[5]
- Alexis, Lebes, Fr. 129.17 Kassel-Austin: Unnecessary Obeli?, Hermes 136, 2008, 246-249
- Poezja starogrecka na papirusach – ważniejsze odkrycia z ostatnich dekad, Nowy Filomata 16 (1), 2012, 3-9